# 未決拘禁
未決拘禁（みけつこうきん）は、未決の者について逃亡や罪証隠滅などを防ぐために身柄を拘束する行為。

## イギリス
イギリスでは適法な逮捕・告発（charge）があれば保釈のない限り原則として身柄拘束を継続できる。出頭確保、司法運営妨害の防止、保釈中の再犯防止等が困難になるときは保釈条件を設定できない。

## アメリカ合衆国
アメリカ合衆国では原則として冒頭出廷（Initial Appearance）の審問で未決拘禁にするか釈放するか判断される。出頭確保や証人等の他害防止が困難になるときは保釈条件を設定できない。

## ドイツ
ドイツでは未決拘禁の要件は、逃亡や罪証隠滅のおそれがあるとき、一定の重大犯罪が強く疑われるとき、一定の被疑事実について再犯のおそれがあるときとされている。

## フランス
フランスでは身柄の拘束を行わない司法統制処分の手続では罪証隠滅の防止や身柄保全の目的などが達成できないときが未決拘禁の要件となっている。